# Münsterhausen
Münsterhausen ist ein Markt im zur Planungsregion Donau-Iller gehörenden schwäbischen Landkreis Günzburg.

## Geografie

### Lage
Die Gemeinde liegt zwischen Ulm und Augsburg, im Mindeltal am östlichen Rand des Naturraums der Unteren Iller-Lech-Schotterplatten. Der Ort Münsterhausen liegt eher am östlichen Rand des Mindeltals, die beiden Ortsteile Hagenried und Oberhagenried am westlichen Rand des breiten Tals. Östlich des Mindeltals beginnt der Naturraum der „Staudenplatte“, bzw. der „Zusamplatten und Stauffenberggebiet“, die den Naturpark Augsburg-Westliche Wälder bilden. Die beiden östlichen Ortsteile Reichertsried und Häuserhof liegen schon in diesem Naturraum.

### Gemeindeteile
Es gibt fünf Gemeindeteile (in Klammern ist der Siedlungstyp angegeben und die Einwohnerzahlen Stand 1. Januar 2019):
- Hagenried (Dorf, 96 E.)
- Häuserhof (Weiler, 26 E.)
- Münsterhausen (Hauptort, 1768 E.)
- Oberhagenried (Weiler, 20 E.)
- Reichertsried (Dorf, 60 E.)

Es gibt die Gemarkungen Hagenried, Münsterhausen und Oberhagenried.

### Klima

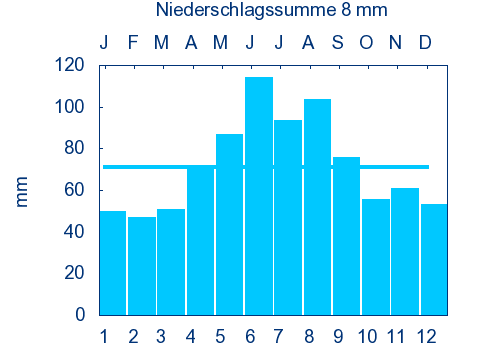
Niederschläge

| Der Jahresniederschlag beträgt 862 mm. Er liegt eher im oberen Drittel der Messstellen des Deutschen Wetterdienstes. Der trockenste Monat ist der Februar, am meisten regnet es im Juni. Im niederschlagreichsten Monat fällt ca. 2,3mal mehr Regen als im trockensten Monat. (siehe auch: Liste der Wetterstationen im Landkreis Günzburg) |

## Geschichte

### Bis zur Gemeindegründung
Die erste gesicherte urkundliche Erwähnung des heutigen Münsterhausen datiert aus dem Jahr 1384. Darin wird der Besitz des Reichsstifts Ursberg urkundlich bestätigt. Die Herrschaft in den ehemals selbstständigen Orten Münster und Hausen gehörte damals zur Markgrafschaft Burgau. Ab dem Jahr 1433 befanden sich die Ortschaften in oftmals wechselnden Lehensverhältnissen. Münsterhausen wurde 1580 zum Markt erhoben und wurde Sitz eines Pflegamts des Hochstifts Augsburg. Von 1660 an hatten die Freiherren von Heidenheim bis zu ihrem Aussterben 1789 die Ortsherrschaft inne. Mit dem Reichsdeputationshauptschluss von 1803 kamen die Orte zu Bayern. Die Gemeinde entstand 1818 aus den ehemals selbstständigen Orten Münster und Hausen. Das weiter nördlich gelegene Münster und das südliche Hausen waren damals noch baulich getrennt.

### Gebietsreform der 1970er
Bis zur Gebietsreform gehörte die Gemeinde zum Landkreis Krumbach. Dieser wurde am 1. Juli 1972 aufgelöst, Münsterhausen kam zum Landkreis Günzburg.
Am 1. Januar 1978 wurde die Gemeinde Hagenried eingegliedert. Am 1. Mai 1978 kam der Gemeindeteil Oberhagenried der aufgelösten Gemeinde Edelstetten mit damals weniger als 25 Einwohnern hinzu.

### Einwohnerentwicklung
Zwischen 1988 und 2018 wuchs der Markt von 1724 auf 1965 um 241 Einwohner bzw. um 14 %.
| Jahr      | 1961 | 1970 | 1987 | 1991 | 1995 | 2000 | 2005 | 2010 | 2015 |
| Einwohner | 1512 | 1622 | 1709 | 1888 | 2083 | 2084 | 2072 | 1992 | 1979 |

## Politik

### Kommunalwahlen 2020
Der Marktgemeinderat hat seit der Gemeinderatswahl 2020 nur noch 12 Mitglieder, statt wie zuvor 14. Der Grund hierfür ist die auf unter 2000 gesunkene Einwohnerzahl. Bei der Marktgemeinderatswahl entfielen auf Neutraler Bürgerblock (NBB) Münsterhausen e. V. sechs Sitze (53,7 % der Stimmen) und auf die Liste CSU/FWG sechs Sitze (46,3 % der Stimmen).
Bürgermeister ist seit 1. Mai 2020 Erwin Haider (NBB/CSU); dieser erhielt 89,8 % der Stimmen bei keinem Gegenkandidaten.

### Vorherige Wahlen
Bei den Kommunalwahlen 2014 entfielen von 14 Gemeinderats-Sitzen auf die Liste CSU/FWG sieben Sitze und Neutraler Bürgerblock (NBB) Münsterhausen e. V. sieben Sitze.
Bürgermeister war von 2008 bis 2020 Robert Hartinger (CSU/FWG).

### Verwaltung
Die Gemeinde ist Mitglied der Verwaltungsgemeinschaft Thannhausen.

### Wappen
| Wappen von Münsterhausen | Blasonierung: „Gespalten; vorne gespalten von Rot und Silber, hinten in Blau ein fünfstrahliger goldener Stern über einem liegenden goldenen Halbmond.“ |
| Wappen von Münsterhausen | |

## Sehenswürdigkeiten

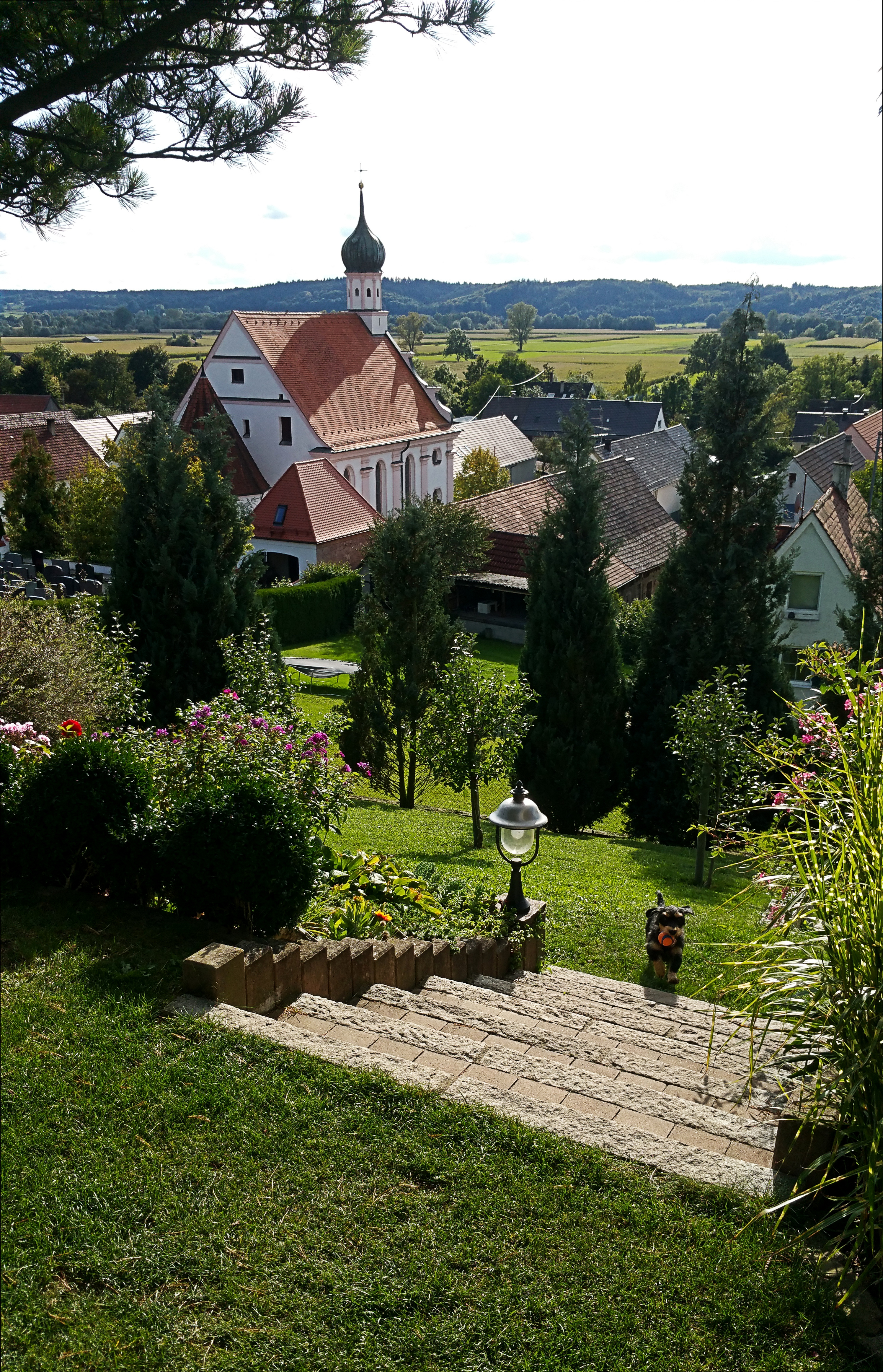
Wallfahrtskirche
Unsere Liebe Frau
Blick von Nordosten

- Die barocke Wallfahrtskirche Unsere Liebe Frau. Die katholische Kirche fand erstmals 1706 Erwähnung. Sie erfuhr danach mehrfache Umbauten und Erweiterungen.
- Katholische Pfarrkirche St. Peter und Paul

## Ansässige Unternehmen
- Die ehemalige Schwarzkopf GmbH und die daraus hervorgegangene Gerstlauer Amusement Rides, Hersteller von Vergnügungsanlagen
- Die habemus electronic + transfer GmbH, Elektronikdienstleister